# Hopefield (Île-du-Prince-Édouard)
Pour les articles homonymes, voir Hopefield.
Hopefield est une communauté dans le comté de Queens de l'Île-du-Prince-Édouard, Canada, à l'ouest de Murray River.